# Tennistoernooi van Acapulco
| |  | |
| Tweevoudig winnares Flavia Pennetta (2005, 2008) is recordhoudster qua aantal finales: zeven (met vijf verloren finales, in 2004, 2006, 2007, 2009, 2012). |  | Thomas Muster (winnaar in 1993–1996) is recordhouder qua aantal titels (zowel opeenvolgende als in totaal aantal): vier. |

Het tennistoernooi van Acapulco is een jaarlijks terugkerend toernooi dat sinds 2014 wordt gespeeld op de hardcourt-buitenbanen (tot en met 2013: gravel) van het Fairmont Acapulco Princess hotel in de Mexicaanse stad Acapulco. De officiële naam van het toernooi is Abierto Mexicano Telcel.
Het toernooi bestaat uit twee delen:
- WTA-toernooi van Acapulco, het toernooi voor de vrouwen
- ATP-toernooi van Acapulco, het toernooi voor de mannen

ATP-toernooi van Acapulco‎ – WTA-toernooi van Acapulco‎

2001 · 2002 · 2003 · 2004 · 2005 · 2006 · 2007 · 2008 · 2009 · 2010 · 2011 · 2012 · 2013 · 2014 · 2015 · 2016 · 2017 · 2018 · 2019 · 2020